# Massacres de Paracuellos

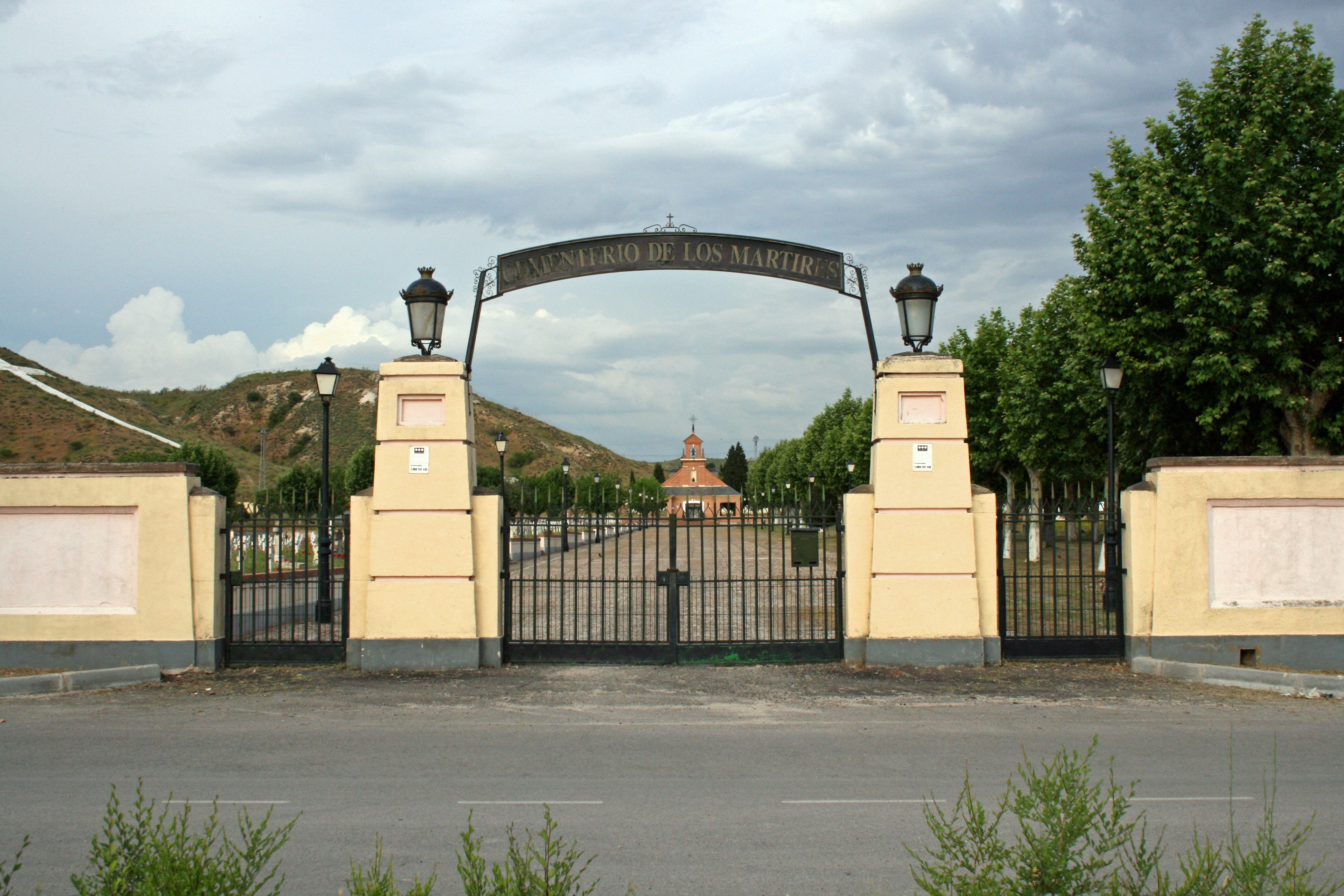
Cemitério das vítimas do massacre.

Os Massacres de Paracuellos (espanhol: Matanzas de Paracuellos) foram uma série de assassinatos em massa de supostos apoiantes, civis e militares, do golpe liderado por Francisco Franco e seu exército nacionalista durante a Guerra Civil Espanhola. 
Aconteceu durante a Batalha de Madrid,  nos primeiros estágios da guerra, em novembro e dezembro de 1936, quando entre 2.000 a 5.000 supostos partidários do golpe contra a Segunda República Espanhola, foram mortos pelo Exército Republicano. O número de mortos continua a ser objecto de debate e controvérsia.
Entre as vitimas estavam centenas de menores que foram fusilados junto a seus pais, o mais novo contava apenas 13 anos de idade. Entre vítimas famosas estavam o dramaturgo Pedro Muñoz Seca, Federico Salmón, o conservador  ex-ministro do Trabalho em 1935, o político Jesús Cánovas del Castillo, o jogador de futebol do Atlético de Madrid e Real Madrid, Monchin Triana, o almirante aposentado Mateo García de los Reyes e Fernando Fitz-James Stuart y Falco, Duque de Penharanda e filho dos Duques de Alba, 

## Antecedentes
Milhares de presos políticos e militares, suspeitos de serem simpáticos do golpe de Franco tinham sido encarcerado em Madrid desde o início da guerra em julho de 1936.  Estes prisioneiros estavam sob o controle da recém-criada ‘’Junta de Defensa de Madrid’’, esta era um comitê de emergência deixado no comando da cidade em 7 de novembro, depois que o governo republicano, liderado por Francisco Largo Caballero, evacuou Madrid para a sua temporária capital em Valencia.
Uma grande porcentagem desses prisioneiros foram tirados da prisão nas chamadas Sacas (extrações), 33 no total, entre 07 de novembro e 04 de dezembro, durante o ataque  nacionalista contra Madrid. Os republicanos temiam a presença de tantos prisioneiros potencialmente hostis em sua traseira durante a batalha. Essas extrações foram ordenadas por escrito pelas autoridades republicanas em Madrid, muitas vezes em documentos assinados por Segundo Serrano Poncela, supervisor da Ordem Pública trabalhando diretamente sob a mando do jovem político comunista Santiago Carrillo.
De acordo com o historiador Javier Cervera, as Sacas realizadas para mover os presos em outros locais não resultaram em execuções, sendo esses prisioneiros re-localizado mais longe da frente, em Alcalá de Henares. Em Paracuellos, no entanto, resultou em massacre. De acordo com o historiador britânico Antony Beevor, a ordem de matar os prisioneiros provavelmente veio do comunista espanhol José Cazorla, ou, mais indiretamente, do conselheiro da União Soviética Mikhail Koltsov.

## Fuzilamentos em massa

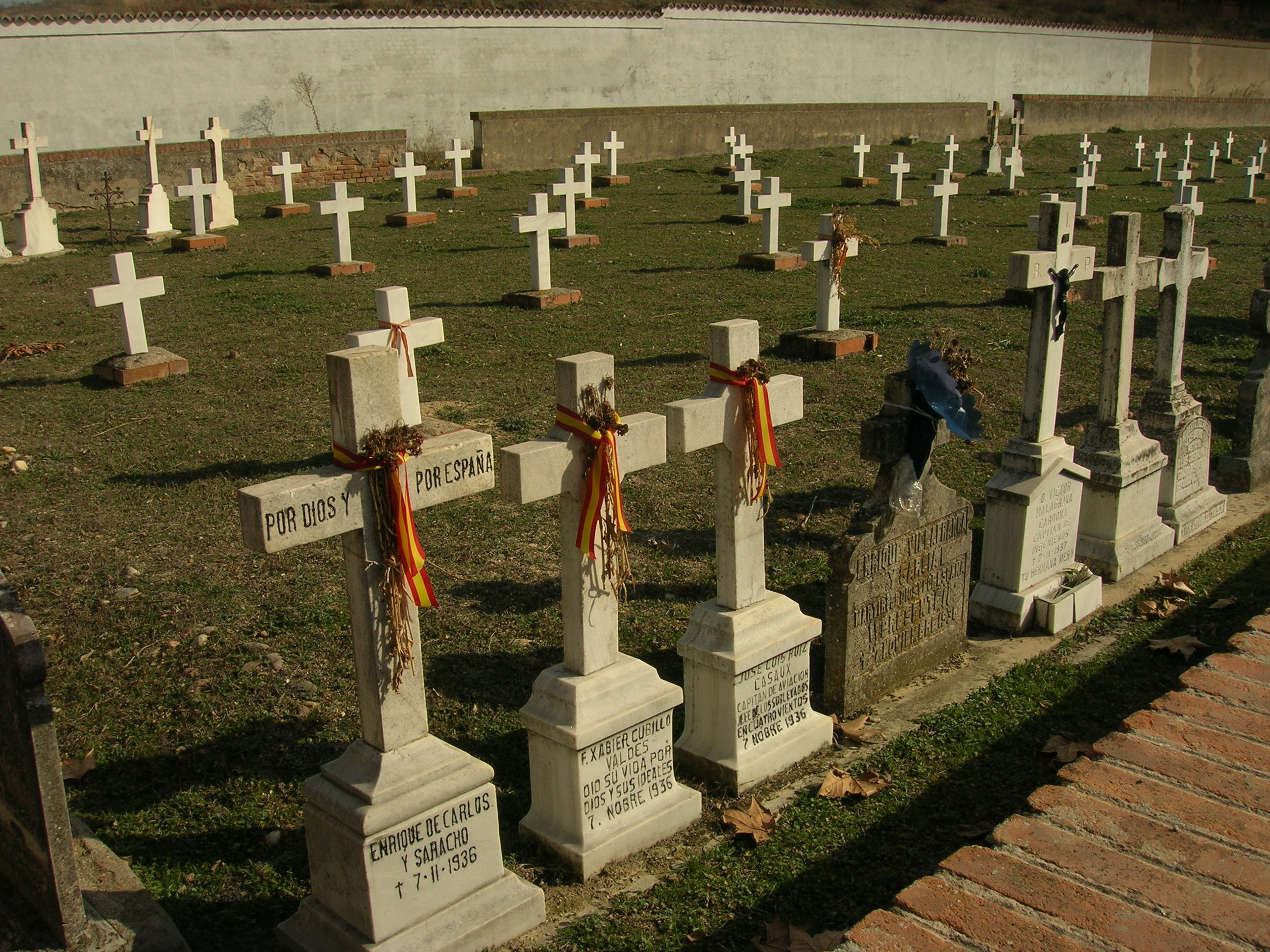
Vista de alguns túmulos no cemitério.

A maioria dos prisioneiros, que foram informados de que seriam libertados, foram levados de ônibus para os campos de Paracuellos del Jarama e Torrejón de Ardoz, onde foram fuzilados e enterrados em valas comuns. Os primeiros ocorreram na madrugada de 07 de novembro, e continuaram em ritmo acelerado até 10 de novembro, quando foram temporariamente interrompidas após o anarquista Melchor Rodríguez (que se opôs execuções) tornou-se chefe do sistema penitenciário em Madrid.
As execuções retomado no dia 14 de novembro, quando Rodríguez renunciou, e não parou até que ele retomou o cargo no início de dezembro.
Desde os primeiros dias, a notícia das execuções foram denunciados por diplomatas estrangeiros baseados em Madrid, incluindo o cônsul da Noruega e o embaixador alemão, Felix Schlayer, que conversou sobre o assunto com Santiago Carrillo.

## Tentativa de assassinato de Henny
Em 8 de dezembro, o avião que transportava Dr. Georges Henny, um emissário enviado pela Cruz Vermelha Internacional em retorno para a França, foi abatido no norte da Espanha. Henny tinha com ele um relatório sobre o massacre de Paracuellos que planejava apresentar durante uma reunião da Liga das Nações em Genebra. As autoridades republicanas culparam a Força Aérea Nacionalista do ataque, mas em 21 de dezembro, foi revelado que o avião do Dr. Henny foi abatido por aviões de fabricação soviética com os pilotos republicanos espanhóis.
Henny passou quatro meses no hospital e foi incapaz de entregar seu relatório. Louis Delaprée, um jornalista francês que viajava no mesmo avião, morreu semanas depois por causa de seus ferimentos, culpou pelo ataque o general soviético Aleksandr Orlov, chefe da NKVD na Espanha.

## Vítimas
A maioria dos mortos no massacre de Paracuellos eram sacerdotes, militares ou militantes católicos. No entanto, havia também médicos, advogados, juízes, jornalistas, escritores e professores universitários entre as vítimas.
Entre elas estavam Federico Salmón, o conservador  ex-ministro do Trabalho em 1935, o político Jesús Cánovas del Castillo, o jogador de futebol do Atlético de Madrid e Real Madrid, Monchin Triana, o famoso escritor e monarquista Pedro Muñoz Seca, o almirante aposentado Mateo García de los Reyes.
O número de pessoas mortas em Paracuellos ainda é controversa. Em 1977, a cifra de 12 mil mortes foi citado pela direita jornal El Alcazar, mas é agora geralmente aceite ser demasiado elevado.
A próxima estimativa mais alta é a do comentarista conservador César Vidal, em 2004 publicou uma lista com 4.021 nomes dos mortos.
O valor mínimo citado é de cerca de 1000 mortes, ocorridas nos dias 6 e 7 de novembro. por Gabriel Jackson em 1967, e Paul Preston, em 2006, mas esta é consideravelmente menor do que as estimativas da maioria dos historiadores modernos. 
Outros historiadores colocam o número de mortos, entre 2.000 a 3,000; Hugh Thomas: 2000; Beevor: pelo menos 2000;  Ledesma: 2,200 a 2,500; Julián Casanova: 2700;  e Javier Cervera, mais de 2.000.